# حفل توزيع جوائز الأوسكار السابع والخمسون
حفل توزيع جوائز الأوسكار السابع والخمسون (بالإنجليزية: 57th Academy Awards)‏ هو حدث نظمته أكاديمية فنون وعلوم الصور المتحركة لتكريم أفضل الأفلام لسنة 1984. أقيم الحفل بتاريخ 25 مارس، 1985 في جناح دوروثي تشاندلر، لوس أنجلوس. قامت شبكة هيئة الإذاعة الأمريكية ببثّ الحفل، وقدّمه جاك ليمون. في هذه الدورة، فاز فيلم أماديوس بجائزة أفضل فيلم، وحاز الممثّل ف. موراي أبراهام على جائزة أفضل ممثّل، ونالت الممثلة سالي فيلد جائزة أفضل ممثّلةٍ، وكانت جائزة الأوسكار لأفضل مخرج من نصيب المخرج ملوش فورمان.
أكثر الأفلام ترشيحاً للحصول على جوائز كان فيلم أماديوس وطريق إلى الهند حيث تلقّى 11 ترشيحاً، بينما أكثرها فوزاً كان فيلم أماديوس حيث فاز بـ 8 جوائز.

## الجوائز
- جائزة أفضل فيلم:

أماديوس
- جائزة أفضل مخرج:

ميلوش فورمان
- جائزة أفضل ممثّل:

ف. موراي أبراهام
- جائزة أفضل ممثّلة:

سالي فيلد
- جائزة أفضل ممثّل مساعد:

هانغ نغور
- جائزة أفضل ممثّلة مساعدة:

بيغي أشكروفت
- جائزة أفضل سيناريو مقتبس:

أماديوس
- جائزة أفضل موسيقى تصويريّة:

طريق إلى الهند - والمطر الأرجواني
- جائزة أفضل تأثيرات بصريّة:

إنديانا جونز ومعبد الهلاك
- جائزة أفضل خلط أصوات:

أماديوس

## وصلات خارجية
- حفل توزيع جوائز الأوسكار السابع والخمسون على موقع IMDb (الإنجليزية)
- حفل توزيع جوائز الأوسكار السابع والخمسون على موقع ميوزك برينز (الإنجليزية)
- الموقع الرسمي لجوائز الأكاديمية.
- الموقع الرسمي لأكاديمية فنون وعلوم الصور المتحركة.
- قناة جوائز الأوسكار على موقع يوتيوب (تُديره أكاديمية فنون وعلوم الصور المتحركة).
- مقتطفات فيديو من أكاديمية فنون وعلوم الصور المتحركة.